# Jackson Scholz
Jackson Volney Scholz (15. března 1897 Buchanan, Michigan – 26. října 1986 Delray Beach, Florida) byl americký atlet, sprinter, dvojnásobný olympijský vítěz.

## Sportovní kariéra
Jako první sprinter v historii startoval na třech olympiádách za sebou. V Antverpách v roce 1920 byl členem vítězné štafety USA na 4 x 100 metrů, ve finále běhu na 100 metrů skončil čtvrtý. Ve stejném roce vyrovnal světový rekord na 100 metrů časem 10,6. Na olympiádě v Paříži v roce 1924 zvítězil v běhu na 200 metrů a získal stříbrnou medaili v běhu na 100 metrů (vítězem se stal Harold Abrahams, téma jejich soupeření zachytil film Ohnivé vozy). Při svém třetím olympijském startu v roce 1928 se ve finále běhu na 200 metrů umístil čtvrtý. Po zakončení sportovní kariéry se stal spisovatelem knih pro mládež, často spojených se sportovní tematikou.